# (186835) Normanspinrad
(186835) Normanspinrad ist ein Asteroid des inneren Hauptgürtels, der am 27. März 2004 vom französischen Astronomen Bernard Christophe am Observatorium Saint-Sulpice (IAU-Code 947) in Saint-Sulpice, Kanton Noailles entdeckt wurde.
Es wird vermutet, dass (186835) Normanspinrad im weiteren Sinne zur Vesta-Familie gehören könnte, einer großen Gruppe von Asteroiden, benannt nach (4) Vesta, dem zweitgrößten Asteroiden und drittgrößten Himmelskörper des Hauptgürtels. Die zeitlosen (nichtoskulierenden) Bahnelemente von (186835) Normanspinrad sind fast identisch mit denjenigen des größeren, wenn man von der Absoluten Helligkeit von 15,3 gegenüber aufgerundet 16,9 mag ausgeht, Asteroiden (23740) 1998 KP3.
(186835) Normanspinrad wurde von Bernard Christophe nach dem US-amerikanischen Science-Fiction-Autor Norman Spinrad benannt. Allgemeingültig wurde die Benennung durch Veröffentlichung durch die Internationale Astronomische Union (IAU) am 18. Februar 2011. Der Asteroid (3207) Spinrad hingegen war 1991 nach dem Astronomen Hyron Spinrad benannt worden.